# Kontraktacja
Kontraktacja – forma skupu płodów rolnych lub zwierząt hodowlanych albo ich produktów, oparta na umowie dwustronnej między producentem a przedsiębiorstwem skupującym.
Umowa kontraktacyjna określa wzajemne zobowiązania stron, np. terminy i wielkości dostaw, parametry jakościowe dostarczanych produktów, cenę, pomoc i opiekę instruktażową, weterynaryjną, paszową lub kredytową.